# Radsport-Weltmeisterschaften 2027
Die Radsport-Weltmeisterschaften 2027 sollen vom 24. August bis zum 5. September des Jahres im französischen Département Haute-Savoie stattfinden. Es handelt sich um die Dachveranstaltung des Radsport-Weltverbands UCI für insgesamt 20 WM-Veranstaltungen, die nach 2023 zum zweiten Mal in dieser Form organisiert werden. In anderen Jahren finden die Weltmeisterschaften der einzelnen Radsport-Disziplinen getrennt statt.

## Vorgeschichte
Im Februar 2019 beschloss das Exekutivkomitee der UCI die Einführung allgemeiner Radsport-Weltmeisterschaften, die alle vier Jahre stattfinden sollen. Die erste dieser Großveranstaltungen wurde für 2023 an Glasgow vergeben. Der Zuschlag für 2027 wurde im September 2022 der Haute-Savoie erteilt.
Für die Wettbewerbe im Bahnradsport war ursprünglich der Bau einer neuen Radrennbahn in La Roche-sur-Foron vorgesehen. Dies scheiterte am Widerstand des dortigen Gemeinderats, der die kalkulierten Kosten als unrealistisch kritisierte. Details über die Planung der übrigen Wettkampfstätten wurden im April 2025 bekannt gegeben. Die Wettbewerbe werden auf 12 Orte des Départements verteilt, bis auf die Bahn-Wettbewerbe; letztere finden nunmehr hunderte Kilometer entfernt im Vélodrome National bei Paris statt.
Gegenüber 2023 werden eine Reihe weiterer Veranstaltungen in die Radsport-Weltmeisterschaften integriert. Dabei handelt es sich um die Weltmeisterschaften im Gravelrennen, Enduro, Pumptrack und E-Cycling, außerdem die Bahnradsport-Weltmeisterschaften der Junioren, die vor den übrigen Wettbewerben stattfinden sollen. Hinzu kommen Wettkämpfe in zwei Disziplinen, die bislang nicht unter UCI-Regie standen, und zwar Radpolo und Indoor Cycle Speedway. Insgesamt werden 281 Titel vergeben, wobei diese Zahl auch die Kategorien der Junioren und U23, die Altersklassen der Masters sowie die Leistungsklassen im Paracycling berücksichtigt. Die Veranstalter erwarten etwa 10.000 Teilnehmer.
Nicht in die Dachveranstaltung integriert sind die Weltmeisterschaften im Cyclocross sowie im Snowbike, die im Winter stattfinden, sowie im Cross-Country Eliminator, deren Ausrichtung die UCI an einen externen Veranstalter delegiert.

## Wettbewerbe
Seitens der Organisatoren ist von 20 Einzelveranstaltungen die Rede, wobei diese Darstellung teilweise vom Zuschnitt existierender WM-Formate abweicht. Die Größe und Bedeutung dieser Veranstaltungen variiert erheblich. Das Medienzentrum wird in La Roche-sur-Foron eingerichtet.
| Disziplin         | Teilgebiet                 | Details                                       | Ort                                      |
| ----------------- | -------------------------- | --------------------------------------------- | ---------------------------------------- |
| Bahnradsport      | Bahnradsport               | Bahnradsport-Weltmeisterschaften              | Saint-Quentin-en-Yvelines                |
| Bahnradsport      | Bahnradsport               | Bahnradsport-Weltmeisterschaften der Junioren | Saint-Quentin-en-Yvelines                |
| BMX-Freestyle     | Flatland                   | Urban-Cycling-Weltmeisterschaften             | Cluses                                   |
| BMX-Freestyle     | Park                       | Urban-Cycling-Weltmeisterschaften             | Cluses                                   |
| BMX-Rennsport     | BMX-Rennsport              | BMX-Rennsport-Weltmeisterschaften             | Annecy                                   |
| E-Cycling         | E-Cycling                  | E-Cycling-Weltmeisterschaften                 | Évian-les-Bains                          |
| Gran Fondo        | Gran Fondo                 | Gran-Fondo-Weltmeisterschaften                | Thônes und La Clusaz                     |
| Gravelrennen      | Gravelrennen               | Gravel-Weltmeisterschaften                    | Châtel                                   |
| Hallenradsport    | Radball und Kunstradfahren | Hallenradsport-Weltmeisterschaften            | La Roche-sur-Foron                       |
| Hallenradsport    | Radpolo                    | Hallenradsport-Weltmeisterschaften            | La Roche-sur-Foron                       |
| Hallenradsport    | Cycle Speedway             | Hallenradsport-Weltmeisterschaften            | La Roche-sur-Foron                       |
| Mountainbikesport | Cross-Country              | Mountainbike-Weltmeisterschaften              | Les Gets                                 |
| Mountainbikesport | Downhill                   | Mountainbike-Weltmeisterschaften              | Les Gets                                 |
| Mountainbikesport | Marathon                   | Mountainbike-Marathon-Weltmeisterschaften     | Grand Massif                             |
| Mountainbikesport | Enduro                     | Mountainbike-Enduro-Weltmeisterschaften       | Grand Massif                             |
| Mountainbikesport | Pumptrack                  | Pumptrack-Weltmeisterschaften                 | Saint-Pierre-en-Faucigny                 |
| Paracycling       | Bahn                       | Paracycling-Bahnweltmeisterschaften           | Saint-Quentin-en-Yvelines                |
| Paracycling       | Straße                     | Paracycling-Straßenweltmeisterschaften        | Rumilly                                  |
| Straßenradsport   | Straßenradsport            | Straßenradsport-Weltmeisterschaften           | Annecy (EZF) Domancy und Sallanches (SR) |
| Trial             | Trial                      | Urban-Cycling-Weltmeisterschaften             | Sallanches                               |